# Fever (álbum de Kylie Minogue)
Fever —en español: Fiebre— es el octavo álbum de estudio de la cantante pop australiana Kylie Minogue. Fue lanzado el 1 de octubre de 2001 por Parlophone Records, Mushroom Records y Capitol Records. Es el segundo álbum grabado por la artista para el sello Parlophone, y a su vez en Capitol Records, la primera discográfica estadounidense de la cantante desde que Geffen Records la abandonó en 1989. Minogue empezó en la producción del álbum en 2001, trabajando con famosos compositores y productores como Cathy Dennis, Rob Davis y Tom Nichols, moviéndose dentro de una forma «más sexy» y «más rítmica» de música dance. El álbum recibió reseñas muy positivas de los críticos, con revisiones más notables en los elementos dance y eléctricos en el álbum y llamándolo más vigoroso que Light Years. Después de su lanzamiento, el álbum alcanzó el número uno en las listas gráficas de Australia, Austria, Alemania, Irlanda, Japón, y en el Reino Unido mientras alcanzaba el top-cinco de otros países, incluyó una inusual posición máxima para Minogue en las listas de Estados Unidos en el número tres. Una posible razón del gran éxito comercial y crítico que recibió esta producción es la mezcla de ritmos dance simples con el europop, que lograron atraer a adolescentes y dueños de clubes.
El primer sencillo del álbum, «Can't Get You Out of My Head», alcanzó el número uno en quince países, incluyendo un número siete en la lista estadounidense Billboard Hot 100, y junto a este, fue certificado con un platino, haciendo que se convierta en el sencillo más exitoso de Minogue hasta la fecha. El segundo sencillo, «In Your Eyes», alcanzó el número uno en Australia y el número en el Reino Unido, mientras entraba al top-veinte en otros países. El siguiente sencillo fue «Love at First Sight», que había llegado al número treinta y tres en Estados Unidos, dos en Reino Unido, y tres en Australia, se había convertido un éxito del top-cuarenta en el resto del mundo. El sencillo final fue «Come Into My World», alcanzó el número cuarto en Australia y número ocho en RU, mientras lograba llegar al noventa y uno en los Estados Unidos. 
Minogue promocionó el álbum en una serie de performance en vivo, incluyendo una gira más cara hasta la fecha, la gira KylieFever2002. El álbum ha llegado a vender alrededor de 10 millones de copias desde su lanzamiento, siendo el álbum mejor vendido de su carrera. Fever ha sido certificado 3 veces platino en Reino Unido, y 7 veces platino en Australia, y hasta ahora alcanzó una venta de 1,200,000 copias. Fever también permitió a Minogue ganar un premio Grammy para Best Dance Recording por la canción «Come Into My World».

## Historia
Según Miles Leonard, «Fever» fue el álbum que Parlophone estuvo planeado cuando ellos firmaron el contrato con la artista en 1999, en la búsqueda de restablecer su carrera. Con su acercamiento más directo, el primer álbum con nueva discográfica, «Light Years», logró reintroducir a Minogue en la corriente principal de la música pop, pero «Fever» se acercó a la complementación para un sonido más contemporáneo, programado y electrónico que siempre estaba en la mente para Minogue.

## Composición
«More More More», es la pista de entrada del álbum, incluye a Minogue en «vocales sensuales que rezuma» sobre un bajo «funky» y ritmos neo-disco, comenzando el tempo rápido del álbum. La segunda pista y una tormenta disco al estilo Modjo de un tercer sencillo del álbum, «Love at First Sight», continua el sentimiento sensual del álbum, pero va más para un sonido clásico y disco, de sabor europop. El primer sencillo del álbum «Can't Get You Out of My Head» va a un sonido de medio tiempo, con un sonido agradable de pista de baile, con pulsos y ritmos. La pista de título y sencillo promocional del álbum, «Fever», usa letras de tentación, («Oye, doctor, exactamente ¿qué diagnostica... Entonces, ahora, ¿voy a quitarme la ropa?»), y por su sonido sugiere junto a su producción que ha sido comparado con los 80's, por entregar un estilo maduro para Minogue. La canción ha sido mencionada por su cercano parecido a «Red Alert» de Basement Jaxx. «Give It to Me» continua el sonido más sensual, con letras seductoras y constantes pitidos parecidos a teléfonos, aunque esto es descrito como más franco que sucio. «Fragile» continua el sonido animado del álbum, siendo descrito como «atmosférico» en su sonido, pero también fue llamado «indistinto».
El cuarto sencillo del álbum, «Come Into My World» es más un sonido escapista, disco y fantástico, con reminiscencias de Eumir Deodato. Líricamente, la canción es un súplica para mar, preguntando al oyente a «tomar estas manos que fueron hechas para tocar y sentirte». El segundo sencillo, «In Your Eyes», es otra pista disco-club que líricamente incentiva a Minogue a adentrarse en sonidos más sexuales en la letra «Quiero hacerlo contigo». «Dancefloor» es otra pista de club que ha sido comparada con el sonido eurodisco de Lisa Stansfield y Real McCoy. La pista «Love Affair» continua el ritmo enérgico del álbum, con arrullos alegres y una precisa articulación, aunque sus letras que desean sexuales han sido llamadas «vacías y mecánicas». «Your Love» difiere el resto del álbum, bajando el B.P.M. en el favor de una pista audible más caliente, con vocales dulces y líneas agradables de guitarra acústica. La pista final, «Burning Up», regresa el sonido disco del álbum, con letras que una vez referencia a Minogue una salida nocturna.

## Portada
Existen tres versiones diferentes de la portada de Fever. En la versión original, Minogue, vestida con una blusa, unos pantalones cortos y zapatos blancos, se apoya en una pared, sosteniendo un micrófono. Esta versión fue distribuida en Australia, Asia, Europa, América Latina y Canadá. Cuando se lanzó el álbum en Estados Unidos, y fue relanzado (en algunos países) en Asia, la portada fue cambiada por una fotografía diferente que muestra la cabeza de Minogue con un collar entre sus manos. Esta carátula también fue editada en Canadá. La carátula de la edición especial es similar a la original, pero Minogue es tomada en otra pose, de perfil, y vistiendo un traje azul de PVC.

## Crítica
Fever recibió críticas muy positivas de la mayoría de los críticos de la música. Allmusic entregó al álbum una reseña positiva, con cuatro estrellas y media de cinco, y llamando a Minogue un segundo cercano a Madonna para la maestra de ritmos atractivos. Jacqueline Hodges de BBC también entregó al álbum una reseña positiva, diciendo «Abandonando sus antiguas formas de pop, Kylie Minogue encontró una fórmula ganadora que llama la atención de los niños, jóvenes y al mismo tiempo, de sus padres». NME entregó siete estrellas de diez, diciendo «Kylie continua para mostrar como está hecho: con gusto, estilo y vistiendo poca ropa si es posible». Llamó al álbum «uno muy bueno», y lo comparó con Daft Punk. Jason Thompson de Popmatters dijo que el álbum fue otro «estruendo» para Kylie y dijo esto fue «nada, pero un álbum perfecto para la estupenda música dance«. Dijo que Fever fue «sexy» y «divertido» y que Minogue «sabe cómo expresarse a sí misma a través de melodías irresistibles y emociones seductores». Yahoo Music UK contrastó el álbum con Light Years, diciendo que esto se mueve dentro de un dirección sexy de orientación rítmica» y lo llamó el mejor álbum de Minogue hasta la fecha.

## Promoción
En abril de 2002, Minogue embarcó en una gira de seis meses titulado KylieFever2002 (también conocida como Fever Tour 2002). La gira de tres mangas empezó el 26 de abril de 2002 en Cardiff, Reino Unido y abarcó todo Reino Unido, tierra firme de Europa, Australia, antes de terminar el 16 de agosto de 2002 en Milán, Italia. El tour tuvo un total de cuarenta y nueve espectáculos. El presupuesto para la gira fue extraordinariamente alto que los anteriores shows y fue su producción más grande hasta la fecha. El decorado incluye dos escaleras y tres proyecciones de vídeo que enlaza los siete diferentes actos del concierto. Los famosos diseñadores italianos Dolce & Gabbana crearon los trajes, mientras el coreógrafo Rafael Bonachela creó la rutinas de baile.
En 2002, se publicaron tres sencillos más, y también se editó el álbum en Estados Unidos, seguido de una edición especial limitada con un disco adicional a finales del mismo año.

## Sencillos
| Fecha              | Sencillo                     | Notas |
| ------------------ | ---------------------------- | --- |
| septiembre de 2001 | Can't Get You Out of My Head | Europa y Australia. Este se convirtió en el más grande éxito de la artista, debutando en Irlanda, Reino Unido y Australia se mantuvo en el puesto n.º 1 de las listas por cuatro semanas. En 2002, la canción fue lanzada en Estados Unidos, y se convirtió en el primer éxito Top 10 desde The Loco-Motion en 1988. |
| febrero de 2002    | In Your Eyes                 | Alcanzó la posición máxima de las listas de Australia, mientras que en Reino Unido alcanzó el n.º 3 de la lista, n.º 6 en Irlanda y n.º 11 en Canadá. No fue lanzado en Estados Unidos. |
| 3 de junio de 2002 | Love at First Sight          | Alcanzó el n.º 2 de la lista de Reino Unido y n.º 3 en Australia. La canción fue nominada a los Premios Grammy en 2003 por Mejor Grabación Dance. Alcanzó el n.º 23 de la lista de los Billboard Hot 100. Esta no es la misma canción que la lanzada en el álbum Kylie.                                              |
| julio de 2002      | Fever                        | Esta canción fue lanzada como promo, exclusivamente en Australia y Sudáfrica. Aunque no podía elegirse en las listas oficiales de ambos países, la canción se convirtió en todo un éxito radial. Ningún video se lanzó para promocionar la canción.                                                                  |
| septiembre de 2002 | «No Better»                  | Aunque la canción no fue lanzada en el álbum si lo fue como un promo internacional de Parlophone. A pesar de eso, la canción no pudo elegirse en las listas oficiales de ambos países, y aún más, ningún video se lanzó para promocionar la canción.                                                                 |
| noviembre de 2002  | Come Into My World           | Alcanzó el n.º 4 de Australia, el n.º 8 en Reino Unido, el n.º 11 en Irlanda, y el n.º 91 en los Billboard Hot 100. La canción ganó un Grammy en 2004 por Mejor Grabación Dance. |

## Pistas del álbum
| N.º | Título                         | Escritor(es)                                                                    | Productor(es)                      | Duración |  |
| 1.  | «More More More»               | Tommy D, Liz Winstanley                                                         | Tommy D                            | 4:41     |  |
| 2.  | «Love at First Sight»          | Kylie Minogue, Richard Stannard, Julian Gallagher, Martin Harrington, Ash Howes | Richard Stannard, Julian Gallagher | 3:59     |  |
| 3.  | «Can't Get You Out of My Head» | Cathy Dennis, Rob Davis                                                         | Cathy Dennis, Rob Davis            | 3:51     |  |
| 4.  | «Fever»                        | Tom Nichols, Greg Fitzgerald                                                    | Greg Fitzgerald                    | 3:31     |  |
| 5.  | «Give it to Me»                | Minogue, Mark Picchiotti, Steve Anderson                                        | Mark Picchiotti                    | 2:50     |  |
| 6.  | «Fragile»                      | Davis                                                                           | Rob Davis                          | 3:47     |  |
| 7.  | «Come into my World»           | Dennis, Davis                                                                   | Cathy Dennis, Rob Davis            | 4:32     |  |
| 8.  | «In your Eyes»                 | Minogue, Stannard, Gallagher, Howes                                             | Richard Stannard, Julian Gallagher | 3:31     |  |
| 9.  | «Dancefloor»                   | Dennis, Anderson                                                                | Steve Anderson                     | 3:25     |  |
| 10. | «Love Affair»                  | Minogue, Stannard, Gallagher                                                    | Richard Stannard, Julian Gallagher | 3:50     |  |
| 11. | «Your Love»                    | Minogue, Pascal Gabriel, Paul Statham                                           | Pascal Gabriel, Paul Statham       | 3:49     |  |
| 12. | «Burning Up»                   | Tom Nichols, Greg Fitzgerald                                                    | Tom Nichols, Greg Fitzgerald       | 4:00     |  |

Bonus Track
| Temas extras |                                            |                                           |                                    |          |  |
| N.º          | Título                                     | Escritor(es)                              | Productor(es)                      | Duración |  |
| 13.          | «Tightrope» (Tema extra para Australia)    | Minogue, Gabriel, Statham                 | Pascal Gabriel, Paul Statham       | 4:27     |  |
| 14.          | «Good Like That» (Tema extra para Japón)   | Joe Belmaati, Mich Hansen, Kara DioGuardi | Cutfather, Joe, Kara DioGuardi     | 3:33     |  |
| 15.          | «Baby» (Tema extra para Japón)             | Winstanley, Bottolf Lodemal, Lars Aass    |                                    | 3:49     |  |
| 16.          | «Boy» (Tema extra para Norteamérica)       | Minogue, Stannard, Gallagher              | Richard Stannard, Julian Gallagher | 3:47     |  |
| 17.          | «Butterfly» (Tema extra para Norteamérica) | Minogue, Anderson                         | Mark Picchiotti                    | 4:09     |  |

### Edición Especial Limitada - Disco Extra
| Edición especial limitada - Disco extra |                                                                                 |                                                                                      |          |  |
| N.º                                     | Título                                                                          | Escritor(es)                                                                         | Duración |  |
| 1.                                      | «Can't Get Blue Monday Out of My Head»                                          | Cathy Dennis, Rob Davies, Bernard Sumner, Gillian Gilbert, Stephen Paul David Morris |          |  |
| 2.                                      | «Love at First Sight» (The Scumfrog's Beauty and the Beast Vocal Edit)          |                                                                                      |          |  |
| 3.                                      | «Can't Get You Out of My Head» (Deluxe's Dirty Dub)                             |                                                                                      |          |  |
| 4.                                      | «In your Eyes» (Roger Sánchez Release the Dub Mix)                              |                                                                                      |          |  |
| 5.                                      | «Love at First Sight» (Ruff & Jam US Radio Mix)                                 |                                                                                      |          |  |
| 6.                                      | «Come into my World» (Fischerspooner Mix)                                       |                                                                                      |          |  |
| 7.                                      | «Whenever You Feel Like It»                                                     | Kylie Minogue, Billy Steinberg, Rick Nowels                                          |          |  |
| 8.                                      | «Tightrope» (Single Version — Japanese "Hyper Edition".)                        | Kylie Minogue, Pascal Gabriel, Paul Steinberg)                                       |          |  |
| 9.                                      | «Can't Get You Out of My Head» (K&M's Mindprint Mix) — Japanese "Hyper Edition) |                                                                                      |          |  |
| 10.                                     | «In Your Eyes» (Jean Jacques Smoothie Mix — Japanese Hyper Edition)             |                                                                                      |          |  |
| 11.                                     | «Can't Get You Out of My Head» (Enhanced Music Video — Japanese Hyper Edition)  |                                                                                      |          |  |
| 12.                                     | «In your Eyes» (Enhanced Music Video — Japanese Hyper Edition)                  |                                                                                      |          |  |
| 13.                                     | «Love at First Sight» (Enhanced Music Video — Japanese Hyper Edition)           |                                                                                      |          |  |
| 14.                                     | «Come into my World» (Enhanced Music Video — Japanese Hyper Edition)            |                                                                                      |          |  |

### Edición Especial para Asia - Bonus AVCD
| Edición especial para Asia - Bonus AVCD |                                                      |          |  |
| N.º                                     | Título                                               | Duración |  |
| 1.                                      | «Can't Get You Out of My Head» (Music Video)         |          |  |
| 2.                                      | «In your Eyes» (Music Video)                         |          |  |
| 3.                                      | «Spinning Around» (Music Video)                      |          |  |
| 4.                                      | «On a Night Like This» (Music Video)                 |          |  |
| 5.                                      | «Can't Get You Out of My Head» (K&M's Mindprint Mix) |          |  |
| 6.                                      | «In your Eyes» (Jean Jacques Smoothie Mix)           |          |  |
| 7.                                      | «Spinning Around»                                    |          |  |
| 8.                                      | «Boy» (Non-album Track)                              |          |  |
| 9.                                      | «Rendezvous at Sunset» (Non-album Track)             |          |  |

- Nota #1: Debido a un error de la compañía de discos, la mayoría de las ediciones de este disco incluyen una versión de "Whenever You Feel Like It" con los niveles de sonido notablemente desiguales, con el coro un poco bajo de volumen que el resto de la canción. Se informa de que en algunas ediciones no se ven afectados en Asia.

- Nota #2: Debido a un error en el disco de presión, las ediciones brasileñas del álbum de disco doble, vino con los discos de arriba abajo. El disco que tiene las palabras "Bonus Disc" en él, es en realidad el disco original, y el otro disco incluye las remezclas.

- Nota #3 En la reedición de Fever, la versión del álbum de "Come into my World" se sustituye por la versión para radio, su duración es de 4:06.

#### Ediciónaustraliana
| Temas extra |             |                           |                              |          |  |
| N.º         | Título      | Escritor(es)              | Prodcutor(es)                | Duración |  |
| 13.         | «Tightrope» | Minogue, Gabriel, Statham | Pascal Gabriel, Paul Statham | 4:27     |  |

#### Ediciónestadounidense
Esta versión promociona el lanzamiento del sencillo Butterfly (del álbum Light Years) en ese país.
| Temas extra |             |                           |                              |          |  |
| N.º         | Título      | Escritor(es)              | Productor(es)                | Duración |  |
| 13.         | «Boy»       | Minogue, Gabriel, Statham | Pascal Gabriel, Paul Statham | 3:47     |  |
| 14.         | «Butterfly» | Minogue, Anderson         | Mark Picchiotti              | 4:09     |  |

#### Ediciónjaponesa- Disco extra
- La versión de Tightrope incluida en la edición japonesa es la misma que se encuentra en el sencillo de In your Eyes.

| Temas extra |                                            |                                     |                              |          |  |
| N.º         | Título                                     | Escritor(es)                        | Productor(es)                | Duración |  |
| 8.          | «Tightrope»                                | Minogue, Gabriel, Statham           | Pascal Gabriel, Paul Statham | 4:29     |  |
| 9.          | «In your Eyes» (Jean Jacques Smoothie Mix) | Minogue, Stannard, Gallagher, Hoves | Jean Jacques                 | 6:34     |  |

## Sesiones de grabación

### Lados B y canciones de compilaciones
Aquí se muestra una lista de canciones registradas durante las sesiones de grabación del álbum que salieron como lado B de los sencillos del álbum (se incluyen lados B aparecidos en el álbum), y de canciones grabadas en la sesión que fueron lanzadas en compilaciones de la artista.
| Título                               | Duración                                       | Escritores                                                                                        | Productores | Origen y aparición: |
| ------------------------------------ | ---------------------------------------------- | ------------------------------------------------------------------------------------------------- | --- | --- |
| No Better                            | 4:18                                           | Kylie Minogue / Pascal Gabriel / Paul Statham                                                     | * Canción de la sesión de grabación del álbum. - Es una de las pocas canciones que se tiene información que no quedaron al álbum. - Es un promo internacional de Parlophone lanzado en 2002. | |
| Whenever You Feel Like It            | 4:05                                           | Kylie Minogue / Billy Steinberg / Rick Nowels                                                     | Randy Wine / Dave Dale | - Originalmente es una canción de las sesiones de grabación de Light Years. - Aparece en la película Scooby-Doo de 2002. - Después de su aparición en la película, la canción es lanzada en el disco extra de la edición especial de Fever.                          |
| Tightrope                            | - 4:27 (Album Version) - 4:29 (Single Version) | Kylie Minogue / Pascal Gabriel / Paul Statham                                                     | Pascal Gabriel / Paul Statham | - Incluida como lado B del sencillo In your Eyes, versión internacional. - Incluida como tema extra de la edición australiana de Fever, y más tarde como tema extra de la edición japonés en el disco dos de la edición especial del álbum.                          |
| Rendezvous at Sunset                 | 3:23                                           | Kylie Minogue / Richard Stannard / Julian Gallagher / Ash Howes / Martin Harrington / Ben Chapman | Richard Stannard / Julian Gallagher | - Incluida como lado B del sencillo Can't Get You Out of My Head, versión internacional. |
| Boy                                  | 3:47                                           | Kylie Minogue / Richard Stannard / Julian Gallagher                                               | Richard Stannard / Julian Gallagher | - Incluida como lado B del sencillo Can't Get You Out Of My Head, versión internacional. - Incluida como tema extra de la edición estadounidense de Fever. |
| Baby                                 | 3:48                                           | Lars Aass / Botolf Loedemel / Liz Winstanley                                                      | Lars Aass / Botolf Loedemel | - Incluida como lado B del sencillo Love at First Sight, versión internacional. - Incluida como tema extra de la edición japonesa de Fever. |
| Good Like That                       | 3:35                                           | Joe Beimaati / Kara DioGuardi / Mich Hedin Hansen                                                 | Cutfather / Kara DioGuardi | - Incluida como lado B del sencillo In Your Eyes, versión internacional. - Incluida como tema extra de la edición japonesa de Fever. |
| Never spoken                         | 3:18                                           | Kylie Minogue / Steve Anderson                                                                    | Steve Anderson | - Incluida como lado B del sencillo In your Eyes, versión australiana. |
| Butterfly                            | 4:09                                           | Kylie Minogue / Steve Anderson                                                                    | Mark Picchiotti | - Originalmente un sencillo promocional del álbum Light Years, lanzado en Estados Unidos en 2002. - Incluida como tema extra de la edición estadounidense de Fever.                                                                                                  |
| Harmony                              | 4:15                                           | Kylie Minogue / Steve Anderson                                                                    | Steve Anderson | - Incluida como lado B del sencillo In your Eyes, versión australiana. |
| Can't Get Blue Monday Out of My Head | 4:03                                           | Cathy Dennis / Rob Davis / Bernard Sumner / Gillian Gilbert / Peter Hook / Stephen Morris         | Cathy Dennis / Rob Davis / New Order | - Es una mezcla (conocida en inglés como mashup) de Can't Get You Out of My Head con el éxito de New Order, Blue Monday - Incluida como lado B del sencillo Love at First Sight, versión internacional. - Incluida en el disco dos de la edición especial del álbum. |

### Canciones inéditas y material lanzado en Internet
La siguiente lista incluye las canciones que fueron registradas durante las sesiones, pero que no fueron publicadas en el álbum ni en cualquier otro disco de Kylie Minogue. También se destacan las canciones que enteras, o cuyo pedazo, fue introducido a través de  Internet.
| Título                     | Duración       | Escritores                                    | Productores                   | Origen y aparición: |
| -------------------------- | -------------- | --------------------------------------------- | ----------------------------- | --- |
| So High                    | 4:39           | Kylie Minogue / Pascal Gabriel / Paul Statham | Pascal Gabriel / Paul Statham | - Es una canción de las sesiones de grabación de Fever. - Fue subida a Internet en junio de 2006. |
| Feels So Good              | 3:33           | Kylie Minogue / Steve Anderson                | Steve Anderson                | - Es una canción de las sesiones de grabación de Fever. - Tras ser desechada para el proyecto, Minogue regaló la canción a la banda Atomic Kitten. - Fue subida a Internet en noviembre de 2006. |
| Music Will Always Love You | 1:10 (Snippet) | Kylie Minogue / Steve Anderson                | Steve Anderson                | - Es una canción de las sesiones de grabación de Fever. - Un "Snippet" de la canción fue filtrado en Internet el 27 de febrero de 2013. - La canción completa no ha visto la luz aún. |
| Alone Again (canción)      | 3:39           | Madonna / Rick Nowels                         | Madonna                       | - Es una canción de las sesiones de grabación de Fever. - Originalmente fue escrita por Madonna y Rick Nowels para el octavo álbum de estudio de Madonna, Music, pero finalmente fue descartada. - La versión de Kylie iba a ser incluida como B-side en el sencillo "Come into My World", pero fue descartada e incluida finalmente en 2007 en el documental "White Diamond". |

## Posiciones de listas y certificaciones

### Posiciones en listas de álbumes
| Lista                              | Posición |
| ---------------------------------- | -------- |
| Lista de álbumes en Alemania       | 1        |
| Lista de álbumes de Australia      | 1        |
| Lista de álbumes en Austria        | 1        |
| Lista de álbumes en Bélgica        | 1        |
| Lista de álbumes en Brasil         | 1        |
| Lista de álbumes en Canadá         | 1        |
| Lista de álbumes en Dinamarca      | 1        |
| Lista de álbumes en Finlandia      | 1        |
| Lista de álbumes en Francia        | 1        |
| Lista de álbumes de Irlanda        | 1        |
| Lista de álbumes de Italia         | 1        |
| Lista Oricon de álbumes en Japón   | 1        |
| Lista de álbumes de México         | 1        |
| Lista de álbumes de Noruega        | 1        |
| Lista de álbumes de Nueva Zelanda  | 1        |
| Lista de álbumes de Reino Unido    | 1        |
| Lista de álbumes de Países Bajos   | 1        |
| Lista de álbumes de Portugal       | 1        |
| Lista de álbumes en Suecia         | 1        |
| Lista de álbumes en Suiza          | 1        |
| U.S. Billboard 200                 | 3        |
| U.S. Billboard Top Internet Albums | 3        |

| País           | Industria   | Certificación: | Ventas:                 |
| -------------- | ----------- | -------------- | ----------------------- |
| Australia      | ARIA        | 7x Platino     | Más de 490.000 ventas   |
| Austria        | IFPI        | Platino        | Más de 40.000 ventas    |
| Alemania       | IFPI        | Platino        | Más de 300.000 ventas   |
| Bélgica        | IFPI        | Oro            | 20.000 ventas           |
| Brasil         | ABPD        | Oro            | Más de 50.000 ventas    |
| Canadá         | CRIA        | 2x Platino     | Más de 200.000 ventas   |
| Corea del Sur  | RIAK        | Platino        | Más de 30.000 ventas    |
| Dinamarca      | IFPI        | Oro            | Más de 25.000 ventas    |
| España         | Promusicae  | 2x Platino     | Más de 200.000 ventas   |
| Estados Unidos | RIAA        | Platino        | Más de 1.000.000 ventas |
| Europa         | IFPI        | 3x Platino     | Más de 3.000.000 ventas |
| Francia        | SNEP / IFOP | Platino        | Más de 321.000 ventas   |
| Italia         | FIMI        | Platino        | Más de 100.000 ventas   |
| Japón          | RIAJ        | Oro            | Más de 106.640 ventas   |
| México         | AMPROFON    | 2x Platino     | Más de 150.000 ventas   |
| Nueva Zelanda  | RIANZ       | 2x Platino     | Más de 30.000 ventas    |
| Países Bajos   | NVPI        | Oro            | Más de 70.000 ventas    |
| Polonia        | ZPAV        | Oro            | Más de 50.000 ventas    |
| Reino Unido    | BPI         | 5x Platino     | Más de 1.700.000 ventas |
| Sudáfrica      | RISA        | 4x Platino     | Más de 200.000 ventas   |
| Suecia         | GLF         | Platino        | Más de 60.000 ventas    |
| Suiza          | IFPI        | 2x Platino     | Más de 80.000 ventas    |